# Luchsingen
Luchsingen (toponimo tedesco) è una frazione di 1 119 abitanti del comune svizzero di Glarona Sud, nel Canton Glarona.

## Geografia fisica
Luchsingen si trova nella valle del fiume Linth, con il villaggio situato sulla riva occidentale del fiume a un'altitudine di circa 572 metri. Leuggelbach si trova a nord, mentre Hätzingen si trova dall'altra parte del fiume a sud. Oltre al villaggio di Luchsingen, l'area comprende la frazione di Adlenbach e il complesso di case vacanza di Schlatt. A ovest del villaggio si trovano la valle del torrente Bächibach e il lago Oberblegisee (a un'altitudine di 1.422 metri), che si trovano sotto le montagne di Eggstock (2455 m etri), Bös Fulen (2.802 metri), Rüchigrat (2.657 metri) e Glärnisch (2.915 metri).
Luchsingen ha una superficie, definita dai suoi precedenti confini comunali nel 2006, di 30,76 km². Di questa superficie, il 26,9% è utilizzato per scopi agricoli, mentre il 31,8% è coperto da foreste. Il 2% del resto del territorio è edificato (edifici o strade) e il restante 39,4% è improduttivo (fiumi, ghiacciai o montagne).

## Storia

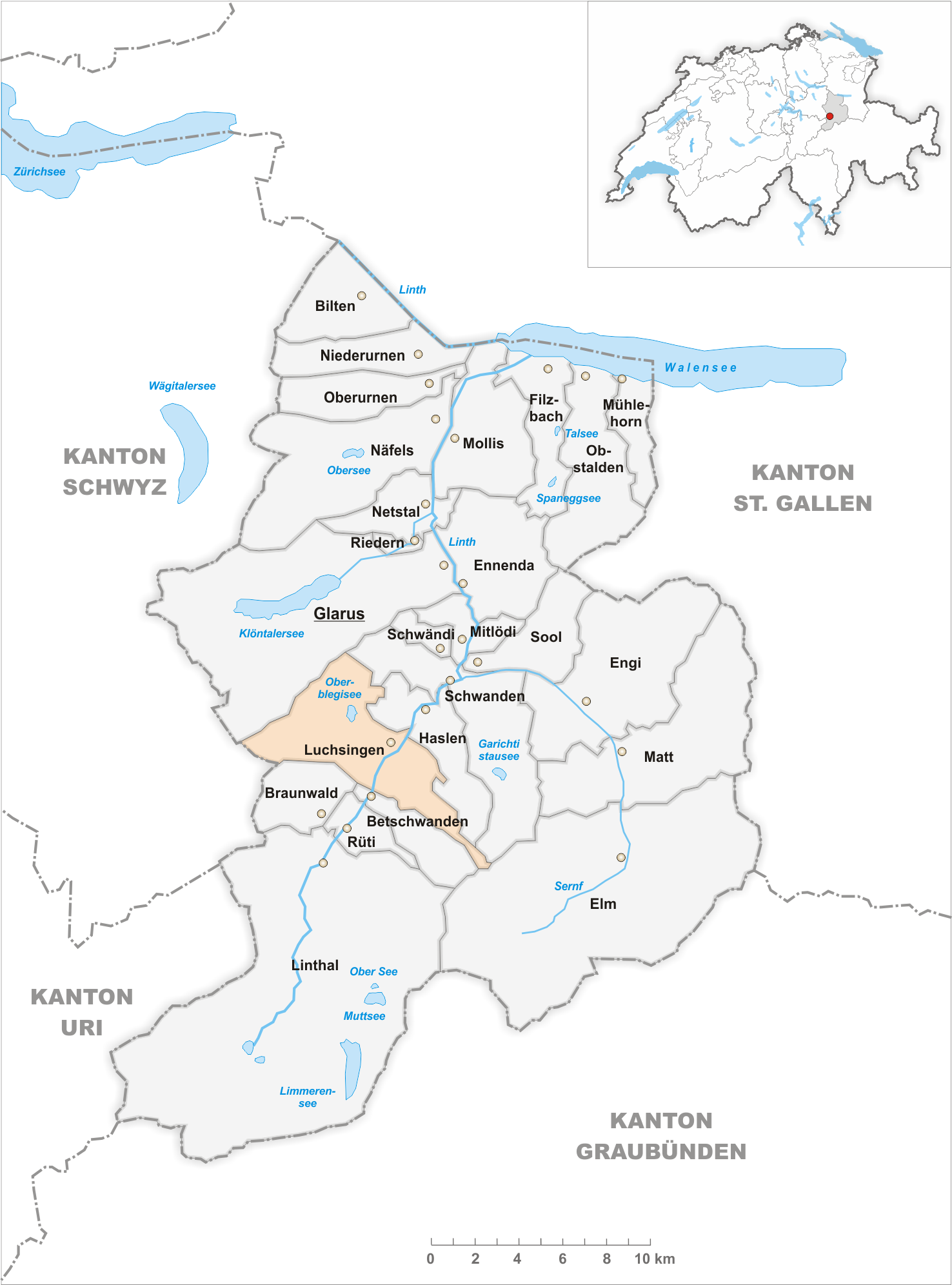
Il territorio del comune di Luchsingen prima degli accorpamenti comunali del 2011

Già comune autonomo dal quale nel 1868 fu scorporata la località di Leuggelbach, divenuta comune autonomo, e che il 1º gennaio 2004 aveva inglobato i comuni soppressi di Diesbach e Hätzingen, si estendeva per 30,76 km² e comprendeva anche la frazione di Adlenbach. Il 1º gennaio 2011 è stato accorpato agli altri comuni soppressi di Betschwanden, Braunwald, Elm, Engi, Haslen, Linthal, Matt, Mitlödi, Rüti, Schwanden, Schwändi e Sool per formare il nuovo comune di Glarona Sud.

## Monumenti e luoghi d'interesse

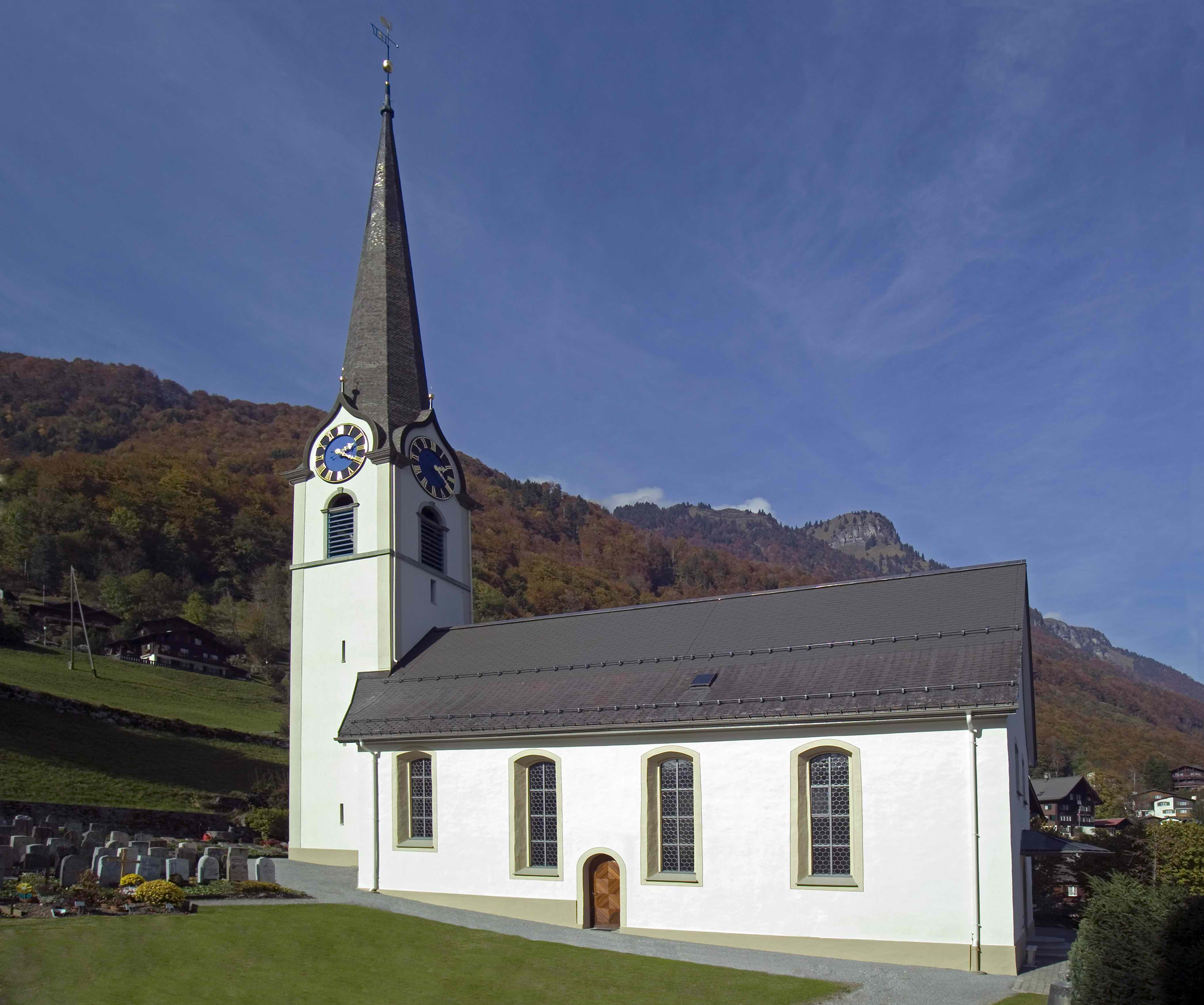
La chiesa riformata

- Chiesa riformata, eretta nel 1752[2].

## Società

### Evoluzione demografica
L'evoluzione demografica è riportata nella seguente tabella:
Abitanti censiti

## Infrastrutture e trasporti
La località è servita dalla stazione di Luchsingen-Hätzingen sulla ferrovia Ziegelbrücke-Linthal (linea S25 della rete celere di Zurigo).

## Amministrazione
Ogni famiglia originaria del luogo fa parte del comune patriziale che ha la responsabilità della manutenzione di ogni bene comune.